# Bertha János (törvényszéki bíró)
Felsőőri Bertha János (1719 – Apáti, 1782. november 24.) Vas vármegyei törvényszéki bíró, uradalmi tiszttartó, táblabíró, földbirtokos.

## Élete
1719 körül született, édesapja felsőőri Bertha János a Domonkos-rendben szolgált ministránsként, csakúgy, mint az ő apja, Bertha Pál. A Gencsapátiban található Széchenyi-kastély 1720-as összeírása szerint a felsőőri Bertha család építtetett (valószínűleg édesapja) a településen egy malmot és egy molnárházat, melyek közül a molnárház két szobából, konyhából, kamrából. istállóból és egy szekérszínből állt, a malom alatt pedig egy szűrt kalló volt, melyeket a molnár 1500 Ft-ért bérelt.
Egyes források szerint már 1733-tól folyósított kisebb hiteleket, amit valószínűleg apja tett meg neves, vasi földbirtokkal rendelkező famíliák egyes tagjainak, mint például Márffy Annának. A betáblázások szintjén 1733 és 1759 között mindez nem haladta meg a 2200 forintot.
1745-ben Szombathelyen lakott az akkori nemességi igazolás szerint. 1748-ban megszületett első lány gyermeke, Bertha Klára (1748–1772) Szombathelyen, aki később Deák Ferenc igazságügy-miniszter nagyanyja lett.
Az 1754/55-ös országos nemesi összeírás szerint János Szombathely várából igazolta nemességét. Az 1758. augusztus 8-ai nemességi igazolás alapján akkor is Szombathelyen élt. 1757-ben megszületett Szombathelyen ifjabb Bertha János (1757–1837) nevű gyermeke, aki Vas vármegyei esküdt, táblabíró lett. Az 1760-as évekbeli vasi betáblázási jegyzőkönyvek alapján a megye egyik legjelentősebb hitelnyújtója volt, így feltehetőleg a vagyona elég tetemes összegű lehetett. Ezt támasztja alá az is, hogy Bertha Klára lánya, Sibrik Erzsébet (1768–1803) az apja tetemes örökségéből nem kapott semmit, csak anyai, vagyis dédapai ágon kapott örökséget hozományul.
1761-ben megszületett Bertha Mária Terézia (1761–1830) nevű lánya Szombathelyen, majd a győri püspök szombathelyi uradalmának lett a tiszttartója (provisor), és a törvényhatóság akkori hiteléletének aktívan kölcsönző személyisége. 1763. október 12-én Mária Terézia királynő nemességigazolást adott Bécsben a felsőőri Bertha család tagjainak, így Bertha Jánosnak is testvérével, Lászlóval (1723-1783) együtt: ekkor kapta János a családtól eltérő címert. Bertha hitelnyújtása 1761 és 1764 között érte el a csúcsát: ekkor 38.231 forint került betáblázásra. 1765 és 1767 közötti jóval szerényebb mérvű pénzkihelyezések történtek: a tárgyidőszakban csupán 4242 forintot tábláztak be Bertha számára aktívumként. Adósai köre kisebb mértékben a vasi és a soproni térség jónevű birtokos családjai közül kerültek ki, úgy mint Bezerédy Károly (1707–1766), Niczky Sándor, felsőbüki Nagy Lajos vasi és soproni táblabíró. De a hitelek legnagyobb részét sárvár-felsővidéki gróf Széchényi Ignác (1712–1777) és felesége, lósi és hédervári Viczay Anna Mária (1724–1796) grófnő vette fel. 1767-ben, Mária Terézia úrbérrendezése korában az úrbéri tabellák szerint Gyöngyösapátiban 87 holdnyi földdel és 6 jobbággyal bírt, mellyel a falu tulajdonosa volt, aminek a földje első osztályú volt. Seregélyházán 50 holdas birtoka volt 3 jobbággyal, ahol volt kúriája is, amit árendába adott ki. Kiscsömötében volt egy vendégfogadója, Apátiban nyolc, Seregélyházán három, Kiscsömötében 11, Nagycsömötében pedig 13 jobbágyhelye. 1768-1769 között a Foky család kányavári jobbágyaival kapcsolatos perében segédkezett Gyöngyösapátiban.
1777-ben Gyöngyösapátiban Szentháromság-szobrot állíttatott: felső részén a keresztről levett Fiúisten testét az Atya ölében tartja, alsó részén Bertha János neve és címere látható. 2004-ben a község önkormányzata és a Gencsapátiért Közalapítvány felújította, mely a mai napig megvan, nem messze a helyi kastélytól a Hunyadi úton. 1779-ben a községben lévő malmának a fejét bizottság vizsgálta.
1782. november 24-én hunyt el Apátiban. Halála után Mária lánya lett a gencsapáti Széchényi-kastély tulajdonosa.

## Családja
Felesége Árossy Klára (1730 - Szombathely, 1761. december 14.) volt, akinek a szülei Árossy István és Csery Judit voltak. Házasságukból nyolc gyermek született: Klára, István, János, Ferenc, János, Vince, Imre és Mária.
- Bertha Pál
  - Bertha János
    - Bertha János törvényszéki bíró – Árossy Klára (1730 – Szombathely, 1761)
      - Bertha Klára (Szombathely, 1748 – Rábacsécsény, 1772) – szarvaskendi és óvári Sibrik Antal (Csécsény, 1737 – Csécsény, 1797) győri alispán
        - Sibrik Erzsébet (Csécsény, 1768 – Söjtör, 1803)– kehidai Deák Ferenc (Kehida, 1761 – Kehida, 1808) táblabíró
          - kehidai Deák Ferenc (Söjtör, 1803 – Budapest, 1876) igazságügy–miniszter

      - Bertha János (Szombathely, 1757 – Ják, 1837) táblabíró – Major Judit (1760 – ?)
      - Bertha Mária (Szombathely, 1761 – Nagykölked, 1830) – péchújfalusi Péchy Pál (Péchújfalu, 1756 – ?)

## Galéria

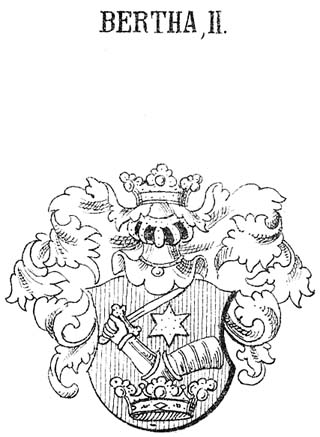
1763-ban kapott címere Johann Siebmacher 1893-as könyvéből
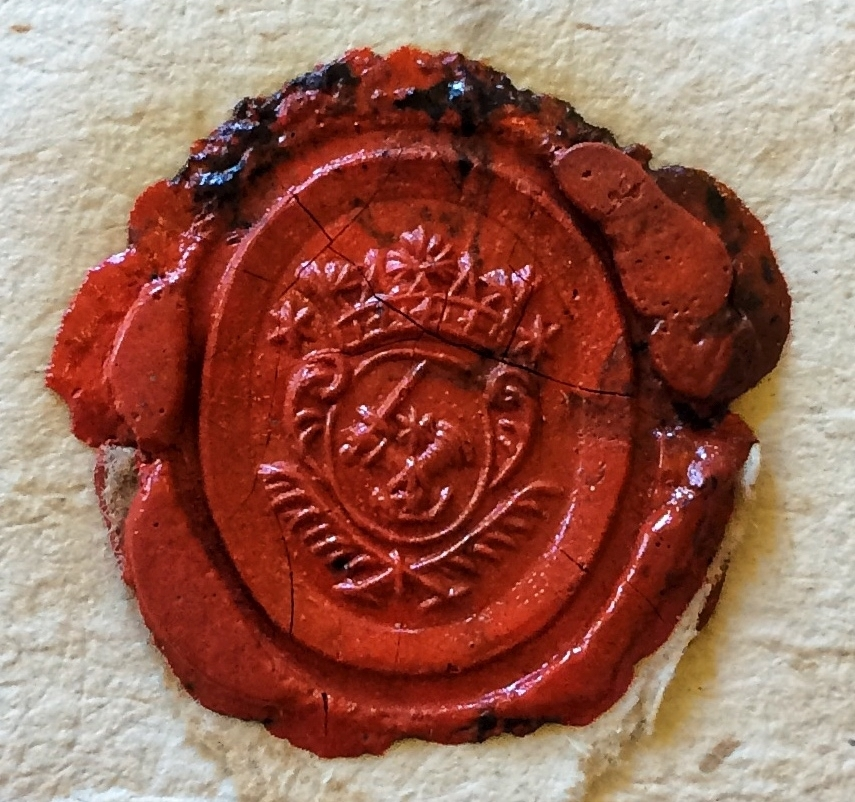
Címeres viaszpecsétje, 1763, Szombathely
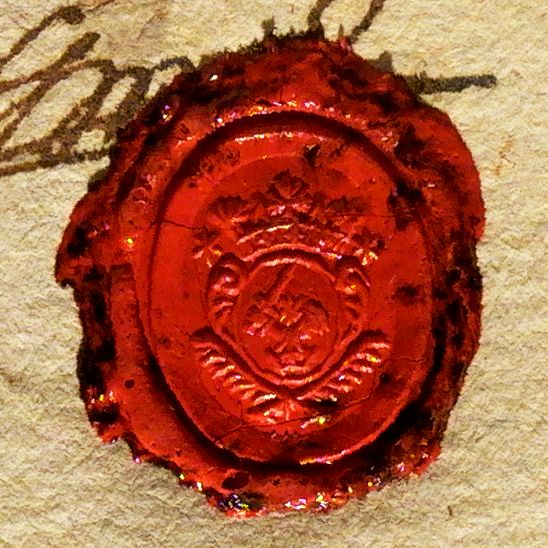
Címeres viaszpecsétje, 1768-1769, Gyöngyösapáti
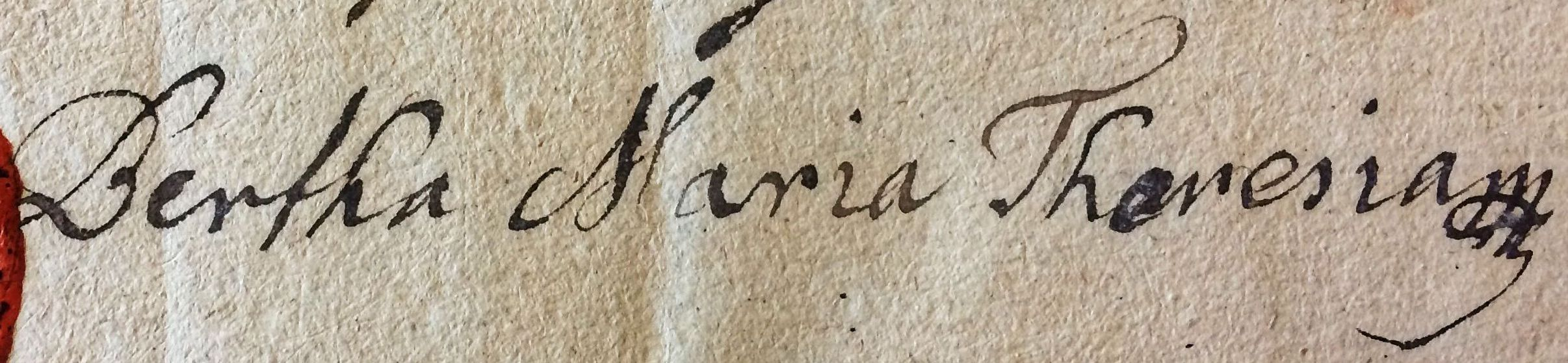
Bertha Mária (1761–1830) lányának aláírása, 1798, Soprony
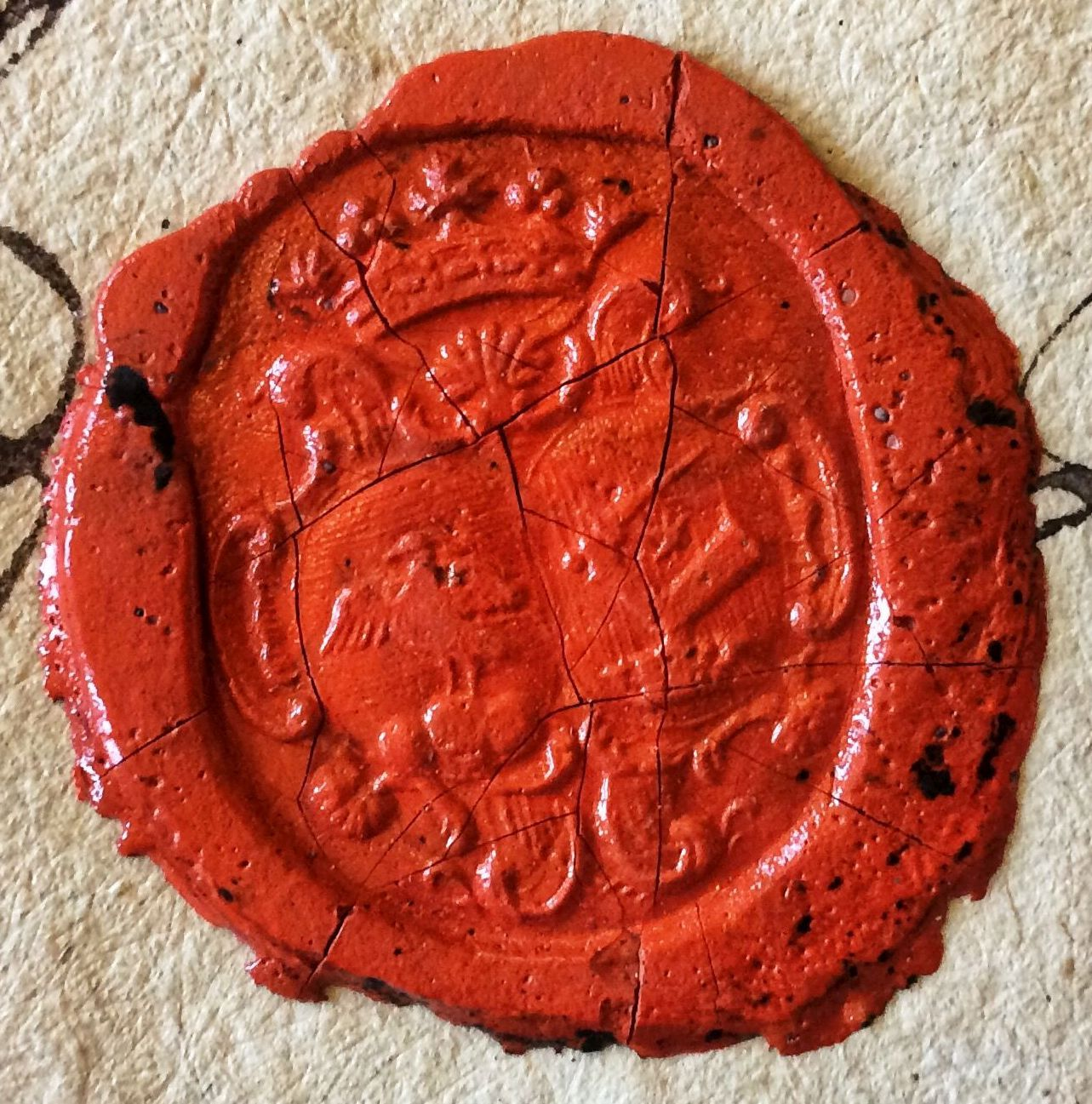
Bertha Mária (1761–1830) lányának pecsétje, 1798, Soprony
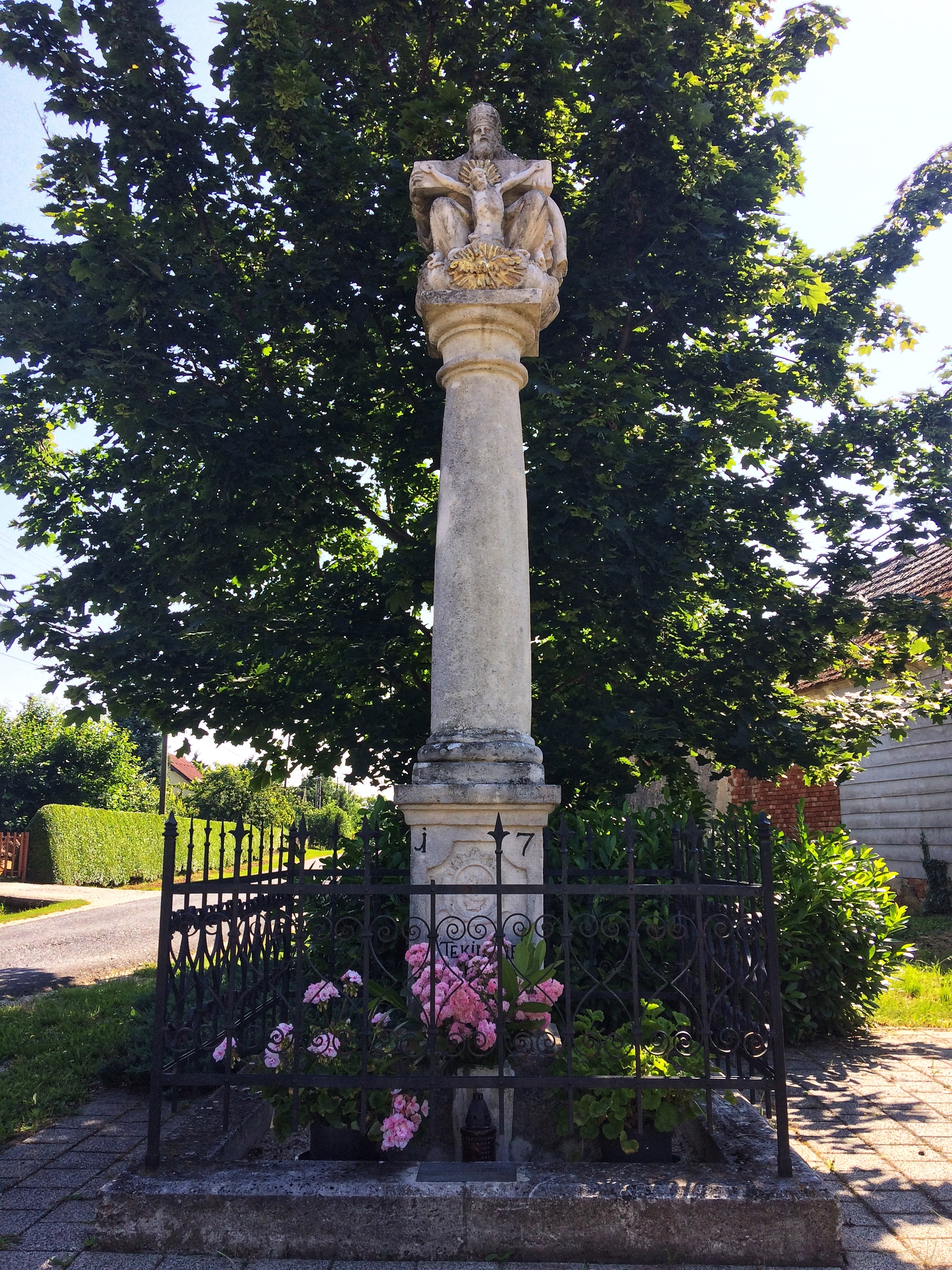
A gencsapáti Szentháromság-szobor
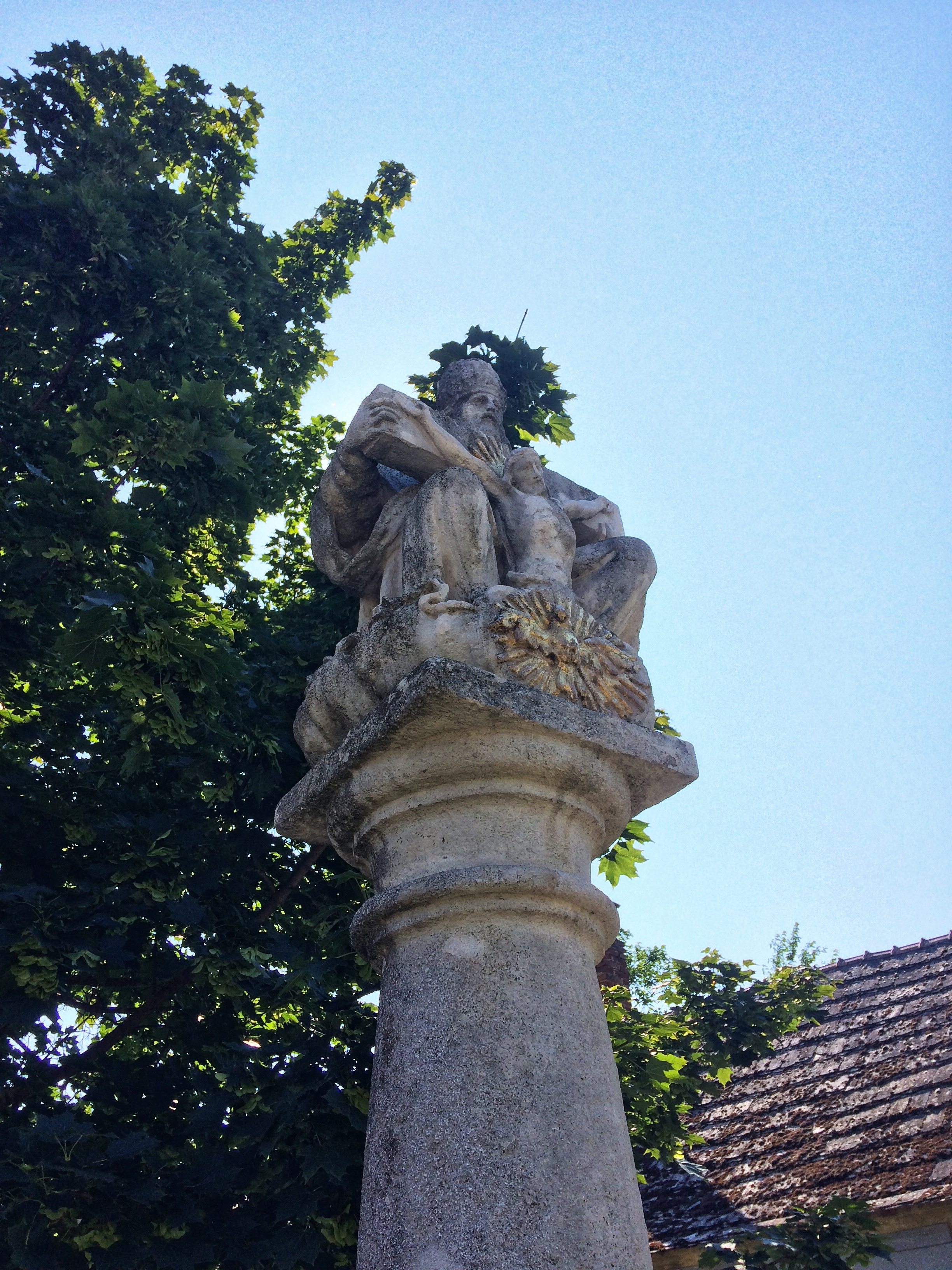
A gencsapáti Szentháromság-szobor felső része
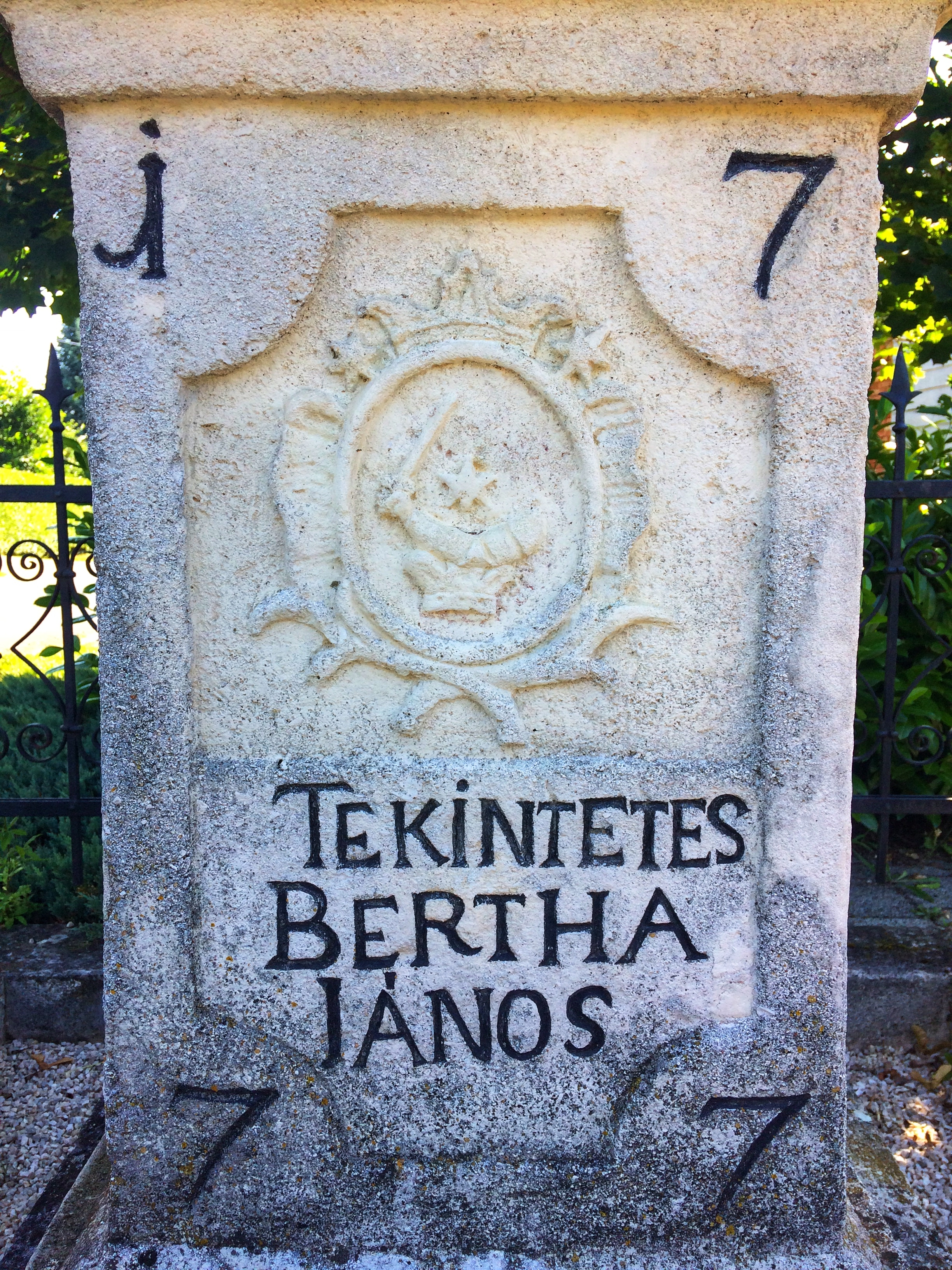
A gencsapáti Szentháromság-szobor alsó része Bertha János nevével és címerével
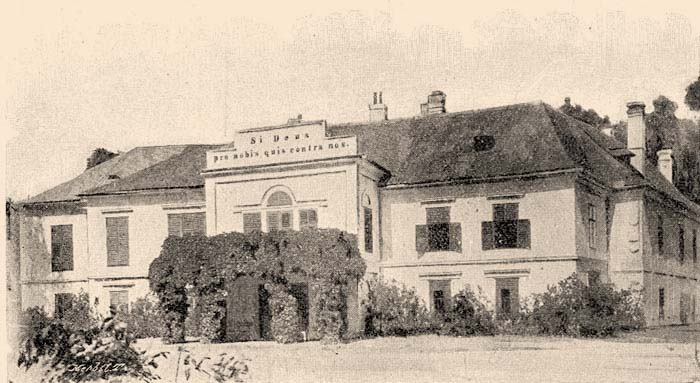
A gencsapáti Széchenyi-kastély 1890-ben, ahol korábban többek között ő és Mária lánya is lakott